# Nokia N85

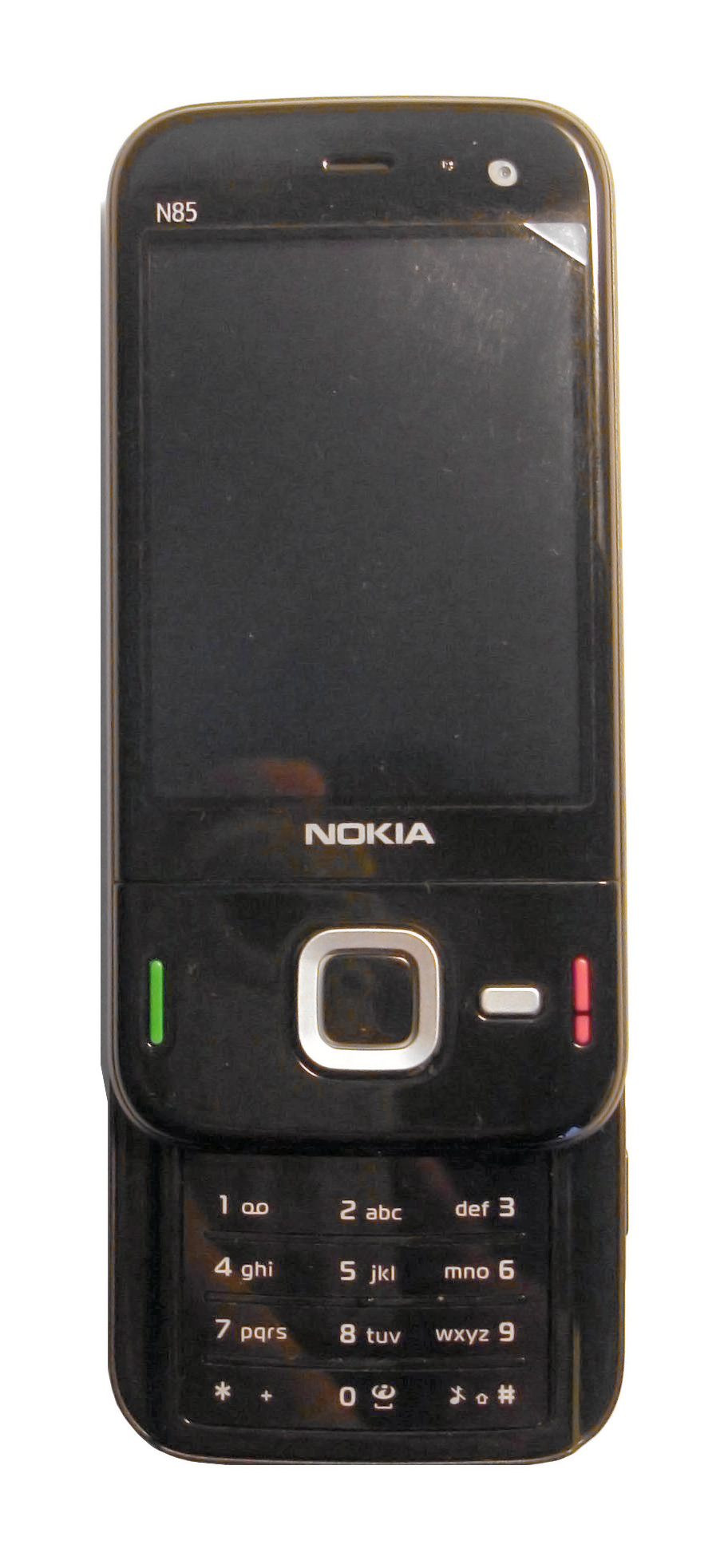
Nokia N85

De Nokia N85 is een mobieletelefoontoestel van Nokia. Het is een quad-band-toestel.
Het model is in het laatste kwartaal van 2008 op de Europese markt verschenen. Het toestel is een dubbelslidetoestel. Het scherm kan zowel naar boven als naar beneden geschoven worden. De numerieke toetsen komen tevoorschijn als het beeldscherm naar boven wordt geschoven, wanneer het beeldscherm naar beneden wordt geschoven komt er een viertal multimediatoetsen beschikbaar waar mediabestanden mee bediend kunnen worden.
Het toestel is qua afmetingen ongeveer gelijk aan de Nokia E65 en weegt 128 gram. Het toestel is de directe opvolger van de Nokia N81. Het toestel richt zich op gebruik van muziek, navigatie, gaming (Nokia N-Gage) en bellen.

## Specificaties
- Symbian-besturingssysteem, S60 Editie 3 (feature pack 2)
- 2,6 inch-oled-scherm dat 16,7 miljoen kleuren kan weergeven. De resolutie is 320x240 pixels.
- Standaard voorzien een aantal games, waaronder Fifa 2008, Tetris en Sims 2 Pets.
- Op de rug van het toestel is een 5 megapixelcamera te vinden met Carl Zeisslens en flitser
- gps-ontvanger en met Nokia Maps, Nokia's navigatiesoftware
- Het toestel is voorzien van wifi en tevens voorzien van een door Nokia zelf ontwikkelde HTML-browser.
- Het geheugen van het toestel is 78 MB, maar is uit te breiden met een MicroSD-kaart.
- Voorzien van een mediaspeler: video- en audiostreaming (3GPP en Real Media), muziekspeler (MP3/AAC). Tevens voorzien van FM-radio en een 3,5 millimeter-jackplug.

N70 · N71 · N72 · N73 · N73 Music Edition · N75 · N76 · N77 · N80 · N81 · N82 · N85 · N90 · N91 · N92 · N93 · N93i · N95 · N96 · N97 · N800